# 勇敢級航空母艦
光榮級航空母艦，是英国皇家海军改建的第一级舰队航空母舰。光榮级“光荣”号“勇敢”号和“暴怒”号三舰最初竣工时为戰鬥巡洋艦，装备战列舰级别的大口径主炮，但牺牲了几乎所有的装甲防护。在第一次世界大战结束后，三舰均先后被改装为航空母舰。其中，光榮号和勇敢号均在第二次世界大战中被击沉。

## 最初設計

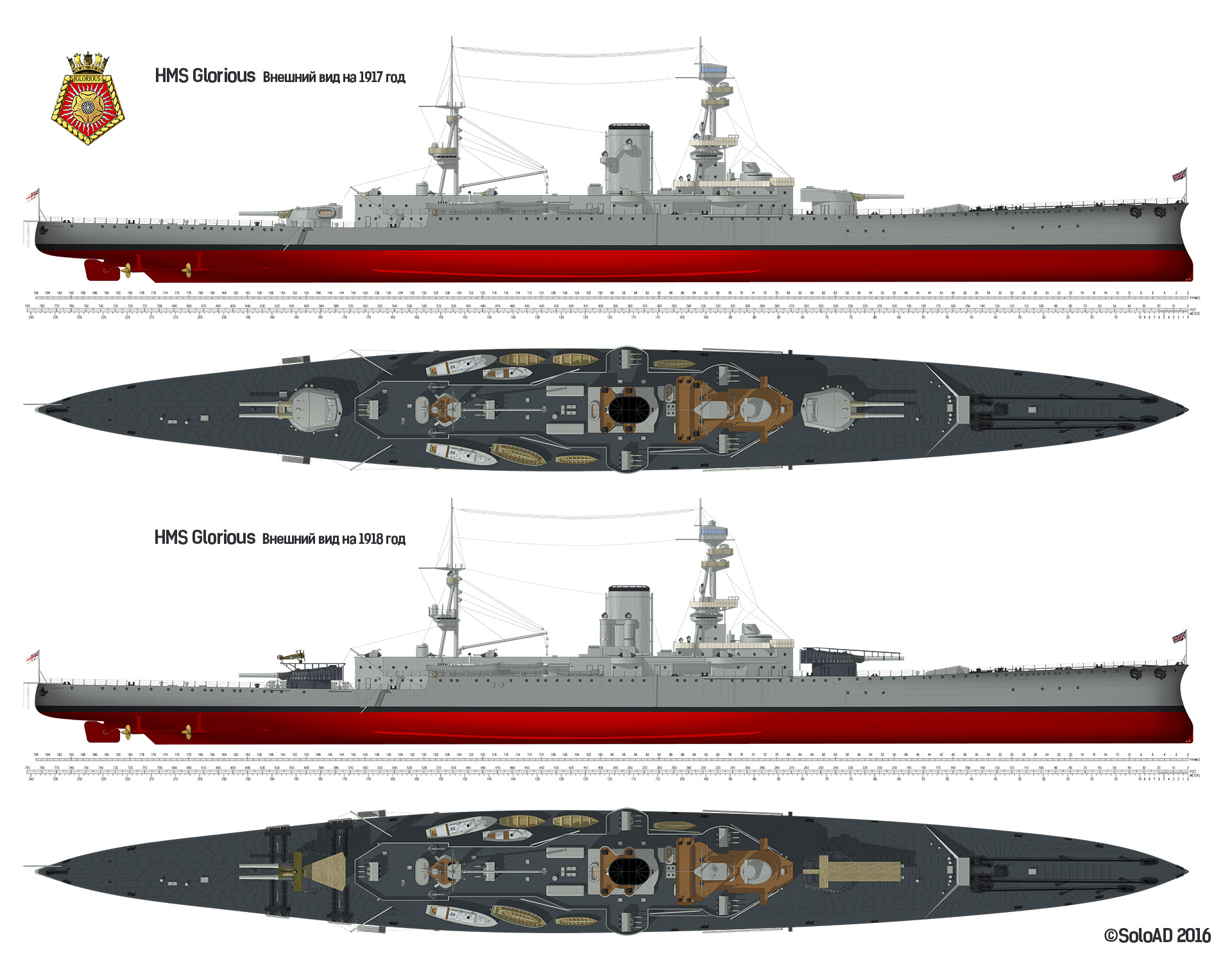
光榮級戰列巡洋艦

光榮级战列巡洋舰原是英国第一海务大臣约翰·费舍尔海军元帅竭力提倡的波罗的海强袭计划之产物，于1915年开工建造，英国海军称为“大型轻巡洋舰”（Large light cruiser）。其特点是航速快，火力猛，吃水浅，但是装甲防御只有同期轻巡洋舰的防护水平，一号舰“光榮”号和二号舰“勇敢”号安装4门15英寸口径主炮。
当时，英国对这种舰艇进行了严格的保密，内部人员戏称其为“嘘嘘巡洋舰”（Hush-hush cruiser），事实上保密工作很出色，德军直到在1917年第二次赫尔戈兰海战中目睹该型舰并被其15英寸口径主炮击中才确认了她们的存在。
虽然在海战中给德军造成很大震动，但是实际表现并不理想。海战中，两艘本级舰共发射149发15寸炮弹，但是仅命中德舰一发，损伤轻微。这证明由于船体过窄，炮击稳定性过低，使得本级舰在实战中难发挥其强大火力。面对较为灵敏的德军轻巡洋舰，本级舰的炮击难以命中，在面对较大型战舰时，较薄的装甲很容易被敌军击穿。
三号舰“暴怒”号改变原定设计（也因此有人將暴怒號視為單獨一級，或是光榮級的前導艦），预定搭载两门口径更大的18英寸口径主炮。结果因为姐妹舰之前的糟糕表现，最后仅仅装备了艉部主炮便进行改建用于搭载飞机。暴怒号的18寸主炮也成为了皇家海军历史上曾经在战舰上安装过的最大口径火炮。暴怒号并没有像姐妹舰一样经历过大型海战，但是在侦查行动中起飞的舰载机曾经攻击过齐柏林飞艇。

## 改建成航空母舰

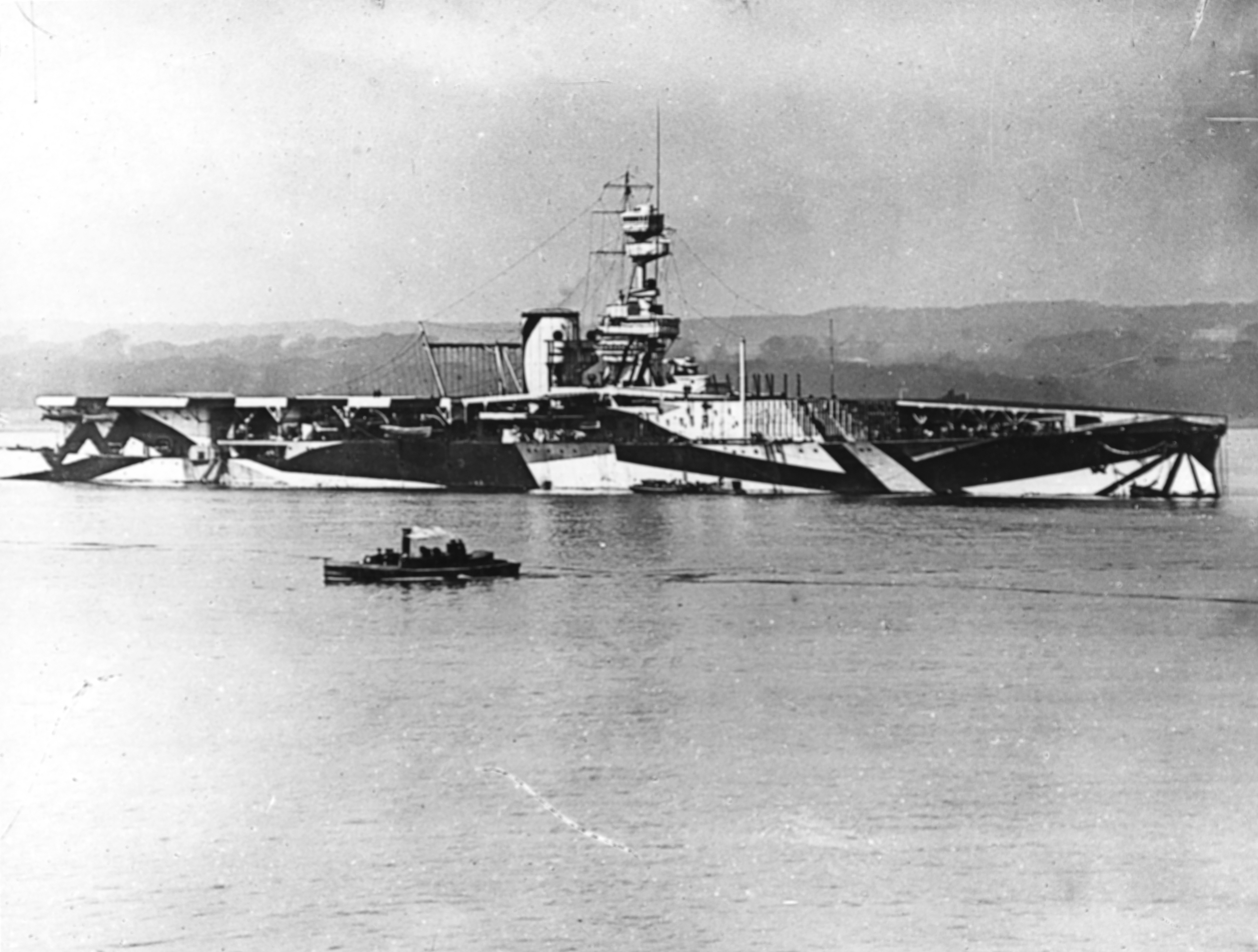
第一次世界大戰時的暴怒號航空母艦

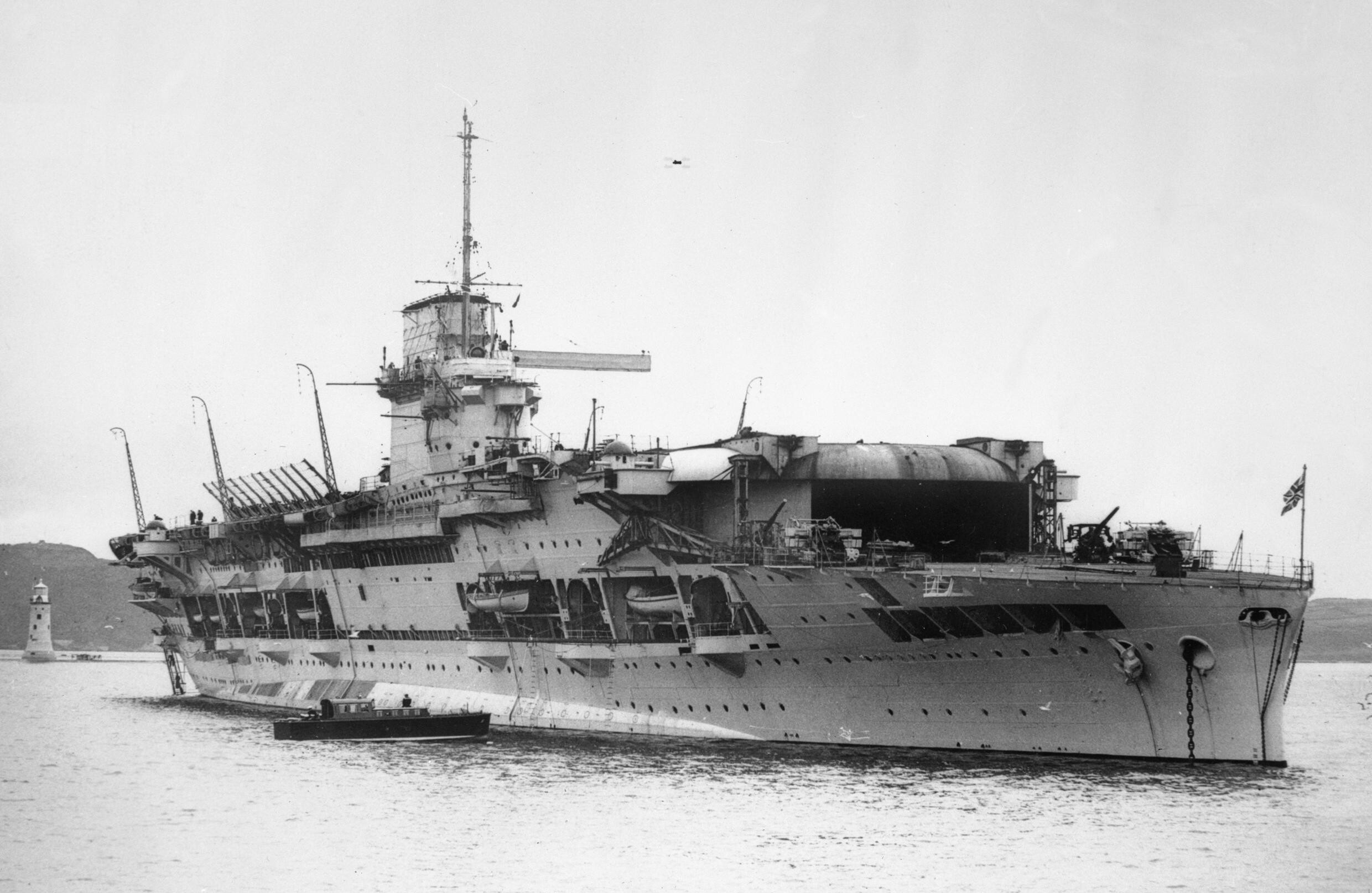
改造成航空母艦的光榮號

应战争需要，在英国大舰队司令戴维·贝蒂的建议下，“暴怒”号1917年舰艏则安装了飞行甲板，成为首艘用于起飞常规起降飞机的军舰，埃德溫·哈里斯·鄧寧海军少校驾驶小狗式戰鬥機完成了舰上的首次的起飞以及降落。不久以后连艉炮也拆除加装降落用甲板，彻底蜕化为航空母舰。但是由于保留了舰体中部原有的舰桥，烟囱等上层建筑，前后两部分飞行甲板没有贯通，严重妨碍了航空作业，尤其不利于飞机降落。
后来证明这种“戰鬥巡洋艦”除了执行波罗的海强袭计划以外，几乎难以使用。第一次世界大战结束后改为训练舰。
1922年华盛顿海军条约签订后，根据缔约国可利用废弃的主力舰舰体改建航空母舰的条款规定，英国海军于1924年也把“光榮”号和“勇敢”号改建为航空母舰。采用上下两层分段式直通的飞行甲板，双层机库，后来，“暴怒”号也进行了贯通式飞行甲板的改装。

## 相關照片

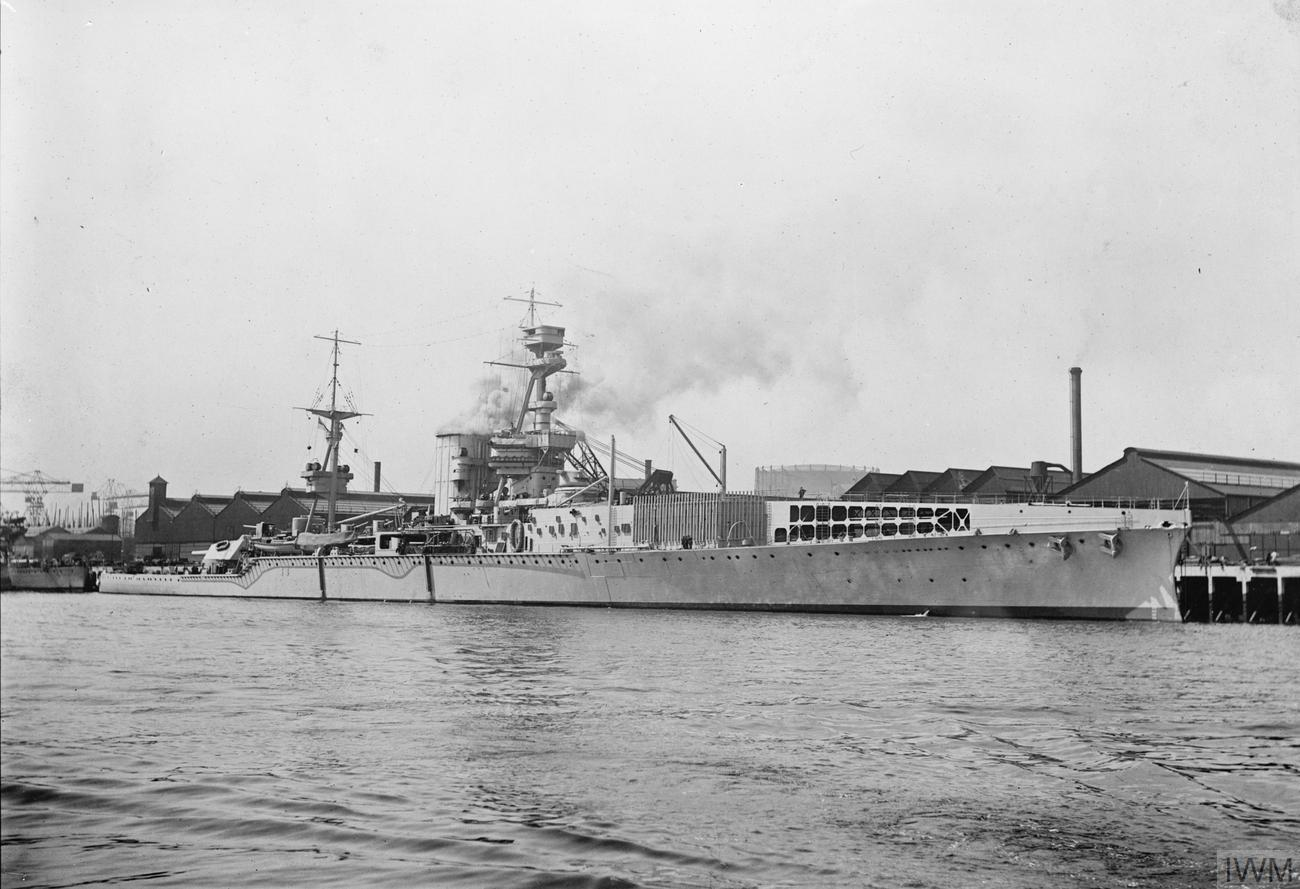
舰艏则安装了飞行甲板的“暴怒”号
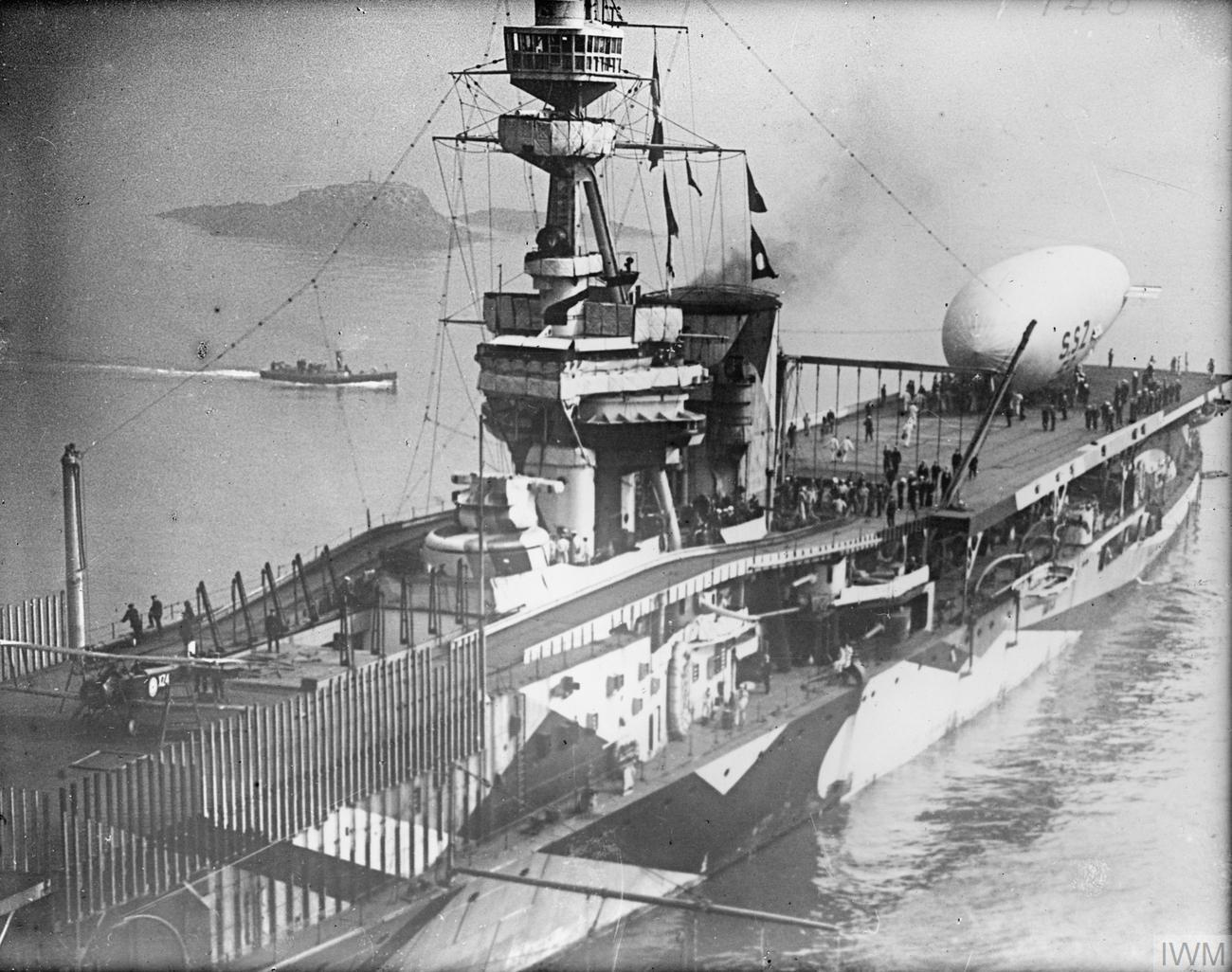
艉部加装降落用甲板的“暴怒”号
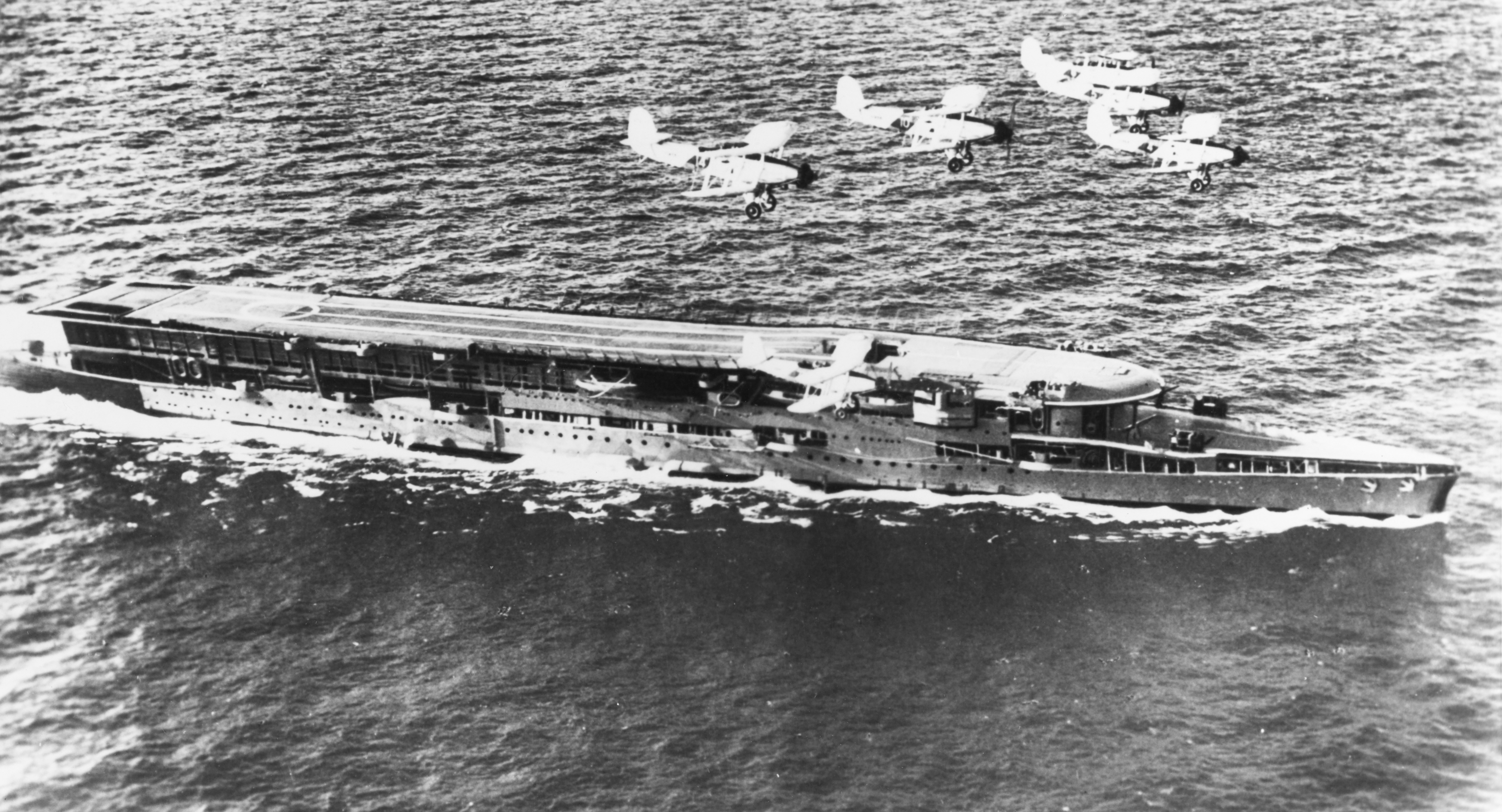
改装贯通式飞行甲板的“暴怒”号
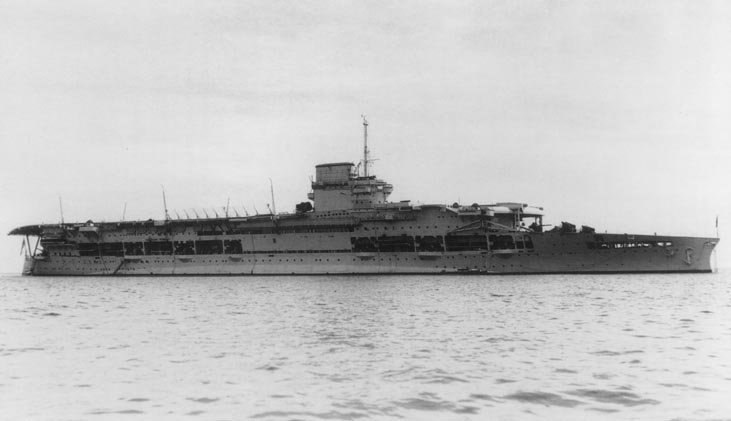
改建为航空母舰的“光荣”号

## 同型艦
- 光榮號（英语：HMS Glorious (77)）
- 勇敢號（英语：HMS Courageous (50)）
- 暴怒號

## 艦載機
噴火戰鬥機32架
劍魚魚雷/水平轟炸機16架
共48架

## 使用國家
- 英国